# Thomas Scheitenberger

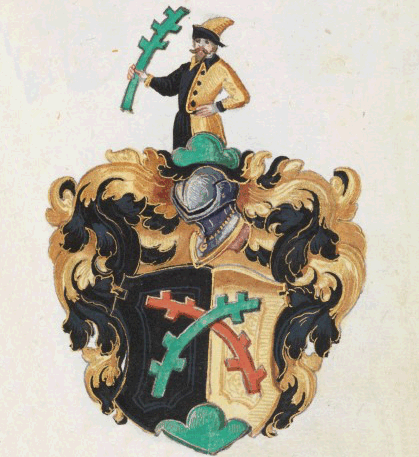
Wappen des Thomas Scheitenberger

Thomas Scheitenberger war ein deutscher Vogt und Richter in der ersten Hälfte des 17. Jahrhunderts.

## Leben
Der ursprünglich aus dem schwäbischen Ort Jettingen stammende Thomas Scheitenberger schrieb sich, vermutlich im Alter von etwa 14 Jahren, am 9. Juni 1586 an der katholischen Universität Dillingen ein, um kirchliches und weltliches Recht zu studieren.
Thomas Scheitenberger war direkter Nachfahre des königseggischen Vogts Gallus Scheitenberger, dem 1539 Kaiser Karl V. in Toledo aufgrund seiner Verdienste um das Heilige Römische Reich und seines klugen, rechten Rates, den er als Jurist gegenüber dem Kaiser aussprach, ein Wappen verlieh. Auch Thomas Scheitenberger führte dieses vertikal geteilte, hälftig schwarz und gold blasonierte Wappen, das im Schild zwei überkreuzte Scheiter in rot und grün über einem grünen Dreiberg zeigt. Noch zu Studienzeiten trug sich Thomas Scheitenberger in das Stammbuch des Stephan Klingshirn ein, was uns auch ein gemaltes Bild des von ihm geführten Wappens überlieferte.
Thomas Scheitenbergers Bruder Johann Scheitenberger, der ebenfalls an der Universität Dillingen studierte, war von den 1620er- bis zu den 1640er-Jahren Verwalter der Gnadenkapelle in Altötting. Ihr Vetter Philipp Scheitenberger war zum Ende des 17. Jahrhunderts Bediensteter der Fugger von der Lilie.
Von 1620 bis 1632 war Thomas Scheitenberger Vogt des baumgartischen Teils der Herrschaft Kißlegg. In diesem Amt betätigte er sich vor allem in der Strafrechtspflege, in der Ausführung und Leitung allgemeiner Verwaltungsaufgaben sowie der Beratung und Vertretung der Herrschaft vor Ort. Besondere Verdienste werden Scheitenberger im Rahmen der rechtlichen Vertretung der Maria Gräfin zu Hohenems, geborene zu Baumgarten, gegenüber den Freiherren zu Schellenberg als Inhabern des anderen Teils der Herrschaft in der Kißleggischen Sache zugesprochen.
Nach seinem Amt als Vogt in Kißlegg, das er vermutlich aufgrund der Pestepidemie, die Allgäu-Oberschwaben von 1632 bis 1635 heimsuchte, aufgab, wurde Thomas Scheitenberger um 1640 als Pfleger zu Schwabmünchen und 1641 als Richter des Augsburger Domkapitels zu Langerringen bei Schwabmünchen erwähnt.

## Kißleggische Sache
Die Kißleggische Sache war ein Rechtsstreit zwischen den Inhabern der beiden Kißlegger Herrschaftshälften und betraf im Kern die Verteidigung der Besitzansprüche der Gräfin Maria zu Hohenems an der von ihr geerbten baumgartischen Herrschaftshälfte Kißleggs gegenüber den juristischen Anfechtungen ihres Besitzrechtes von Seiten der Reichsfreiherren zu Schellenberg als Inhaber der anderen Hälfte der Herrschaft. Thomas Scheitenberger vertrat als Vogt Maria Anna zu Hohenems und konnte ihren Anspruch gegen den der Reichsfreiherren zu Schellenberg behaupten, was dazu führte, dass dieser Herrschaftsteil später durch Erbfolge an die Reichserbtruchsessen zu Waldburg-Trauchburg überging.